# Carlos Arteaga
Carlos Alberto Arteaga (* 5. März 1997) ist ein nicaraguanischer Leichtathlet, der sich auf den Hammerwurf spezialisiert hat und aktuell Inhaber des Landesrekordes ist.

## Sportliche Laufbahn
Erste internationale Erfahrungen sammelte Carlos Arteaga im Jahr 2017, als er bei den Zentralamerikameisterschaften in Managua mit einer Weite von 56,39 m die Bronzemedaille im Hammerwurf gewann. 2019 gewann er bei den Zentralamerikameisterschaften ebendort mit 52,82 m die Bronzemedaille und musste sich damit dem Costa Ricaner Dylan Suárez und Enrique Martínez aus El Salvador geschlagen geben. 2021 gewann er bei den Zentralamerikameisterschaften in San José mit 56,08 m erneut die Bronzemedaille, diesmal hinter den Costa Ricanern Roberto Sawyers und Dylan Suárez und auch bei den Zentralamerikameisterschaften 2022 in Managua gewann er mit 55,76 m die Bronzemedaille hinter Suárez und dem Salvadorianer David Ayala. Im Jahr darauf gewann er bei den Zentralamerikameisterschaften in San José mit 55,49 m erneut die Bronzemedaille hinter Suárez und Ayala und anschließend belegte er bei den Zentralamerika- und Karibikspielen (CAC) in San Salvador mit neuem Landesrekord von 61,25 m den siebten Platz. Anfang November gelangte er dann bei den Panamerikanischen Spielen in Santiago de Chile mit 59,75 m auf Rang zehn.

## Persönliche Bestleistungen
- Kugelstoßen: 13,63 m, 22. Juni 2019 in Managua (nicaraguanischer Rekord)
- Speerwurf: 55,28 m, 10. Mai 2007 in Caracas (nicaraguanischer Rekord)